# Никитин, Иван Иванович
Иван Иванович Никитин (1907 — ?) — советский хозяйственный, государственный и политический деятель.

## Биография
Родился в 1907 году в селе Хотень. Член КПСС.
С 1926 года — на хозяйственной, общественной и политической работе. В 1926—1975 гг. — теплотехник на Октябрьском сахарном заводе, конструктор, инженер-конструктор, начальник конструкторского бюро Сумского машиностроительного завода им. М. В. Фрунзе, инженер в Торгпредстве СССР в Германии, начальник сборки, начальник конструкторского бюро завода № 724 в Чирчике, главный конструктор, начальник СКБ, главный инженер Сумского машиностроительного завода им. М. В. Фрунзе, директор Сумского завода тяжелого компрессоростроения, директор Сумского машиностроительного завода им. М. В. Фрунзе, директор НИИтехмаш, директор ВНИИкомпрессормаш.
Умер после 1980 года.